# Polski kodeks honorowy
Polski kodeks honorowy (znany też jako kodeks Boziewicza) – publikacja z 1919 dotycząca zasad postępowania honorowego, a w tym odbywania pojedynków, autorstwa Władysława Boziewicza. W Polsce międzywojennej podstawowy dokument (choć pozaprawny) regulujący te zasady. Do 1939 doczekał się ośmiu wydań.

## Geneza
Autor oparł się na włoskim kodeksie Gelliego, jak również na niemieckich kodeksach honorowych Kühlbachera, Barbassettiego oraz Bolgara.

## Struktura
Dzieło składa się z dwóch części:
- Zasady pokojowego postępowania honorowego,
- Pojedynek (część ta tłumaczy w 404 artykułach reguły pojedynkowania się)[2].

Według Boziewicza przedmiotem każdej sprawy honorowej jest obraza i jej zadośćuczynienie honorowe. Dzielił obrazy na trzy stopnie:
- I: obraza lekka – lekceważące wyrażenie się o kimś. Obrażonemu przysługiwało prawo wyboru broni, a obrażającemu prawo określenia warunków walki,
- II: obraza ciężka – zelżenie kogoś pogardliwymi, bądź obelżywymi słowami. Obrażony wybierał broń i określał warunki walki,
- III: obraza bardzo ciężka – rękoczyn, hańbiące posądzenie uwłaczające czci danej osoby, obraza narodu, kobiety lub rodziny. Obrażony wybierał broń i określał warunki walki, a w przypadku pojedynku na pistolety przysługiwał mu pierwszy strzał[2].

Kodeks określał osoby niemające zdolności honorowej, a zatem niemogące dochodzić zadośćuczynienia w postępowaniu honorowym.
"Wykluczonymi ze społeczności ludzi honorowych są osoby, które dopuściły się pewnego ściśle kodeksem honorowym określonego czynu; a więc indywidua następujące:
1. osoby karane przez sąd państwowy za przestępstwo pochodzące z chciwości zysku lub inne, mogące danego osobnika poniżyć w opinii ogółu;
2. denuncjant i zdrajca;
3. tchórz w pojedynku lub na polu bitwy;
4. homoseksualista;
5. dezerter z armii polskiej;
6. nieżądający satysfakcji za ciężką zniewagę, wyrządzoną przez człowieka honorowego;
7. przekraczający zasady honorowe w czasie pojedynku lub pertraktacji honorowych;
8. odwołujący obrazę na miejscu starcia przed pierwszym złożeniem względnie pierwszą wymianą strzałów;
9. przyjmujący utrzymanie od kobiet niebędących jego najbliższymi krewnymi;
10. kompromitujący cześć kobiet niedyskrecją;
11. notorycznie łamiący słowo honoru;
12. zeznający fałsz przed sądem honorowym;
13. gospodarz łamiący prawa gościnności przez obrażanie gości we własnym mieszkaniu;
14. ten, kto nie broni czci kobiet pod jego opieką pozostających;
15. piszący anonimy;
16. oszczerca;
17. notoryczny alkoholik, o ile w stanie nietrzeźwym popełnia czyny poniżające go w opinii społecznej;
18. ten, kto nie płaci w terminie honorowych długów;
19. fałszywy gracz w hazardzie;
20. lichwiarz i paskarz;
21. paszkwilant i członek redakcji pisma paszkwilowego;
22. rozszerzający paszkwile;
23. szantażysta,
24. przywłaszczający sobie nieprawnie tytuły, godności lub odznaczenia;
25. obcujący ustawicznie z ludźmi notorycznie niehonorowymi;
26. podstępnie napadający (z tyłu, z ukrycia itp.);
27. sekundant, który naraził na szwank honor swego klienta;

28. stawiający zarzuty przeciw honorowi osoby drugiej i uchylający się od ich podtrzymania przed sądem honorowym"

## Charakter modernizacyjny
W Kodeksie daje się zauważyć próbę uwspółcześnienia zasad dotyczących pojedynków. Za osoby "honorowe" tzn. zdolne do pojedynku uważa się nie tylko szlachtę, ale również osoby płci męskiej, które z powodu wykształcenia, inteligencji osobistej, stanowiska społecznego lub urodzenia wznoszą się ponad zwyczajny poziom uczciwego człowieka w tym z wykształceniem co najmniej średnim lub wykonujących zawody twórcze, a także sprawujących ważne funkcje społeczne ([...]W myśl tej zasady należy udzielić satysfakcji honorowej wieśniakowi, który jest posłem na sejm. – Art. 5).
Autor wykazuje też troskę o to, by pojedynek spowodował możliwie mały uszczerbek na zdrowiu (stąd np. wskazuje na wymóg dezynfekcji broni białej). Zakazuje też pojedynków toczonych z założenia do śmierci jednego z uczestników. W stosunku do czasów wcześniejszych zawęża też rodzaj broni uznawanej za honorową. Z drugiej jednak strony nie dopuszcza przeprosin czy usprawiedliwienia już po ustaleniu warunków pojedynku (można to zrobić wcześniej lub już po odbytym pojedynku). Odradza też (choć dopuszcza) pojedynki "do pierwszej krwi" skoro tego rodzaju warunek sprowadza pojedynek do rzędu zabawy, w której lekkie zadraśnięcie daje możność uchodzenia za taniego bohatera (Art. 230).

## Cytat z przedmowy dzieła
Bronić w niniejszej przedmowie zjawiska średniowiecznego, jakim jest pojedynek – nie myślimy. I nie myślimy również wdawać się w aż do znudzenia częste polemiki na temat, czy pojedynek ma rację egzystencji, czy też nie – a ograniczę się do stwierdzenia, iż we wszystkich kulturalnych społeczeństwach pojedynek od szeregu stuleci istnieje, zatem jako zjawisko społeczne, mniej lub więcej szkodliwe, musi być brane pod uwagę. I co więcej: można śmiało zaryzykować twierdzenie, że tak długo pokąd prawna kultura naszych społeczeństw karać będzie czynną zniewagę gentlemana 24-godzinnym aresztem, zamienionym na 5 kor. grzywny – tak długo istnieć będzie ten rodzaj współrzędnego sądownictwa honorowego, uzupełniającego państwowy wymiar sprawiedliwości. A zdaje się, że jeszcze czas długi.